# Józef Karol Siciak
Józef Karol Siciak (ur. 5 lutego 1931 w Lecce, zm. 17 grudnia 2017 w Krakowie) – polski matematyk, profesor zwyczajny Uniwersytetu Jagiellońskiego. Specjalizował się w analizie zespolonej. Kontynuując dzieło zapoczątkowane przez Franciszka Leję, stworzył krakowską szkołę funkcji analitycznych. Był autorem ponad 80 prac naukowych.

## Życiorys
Po ukończeniu gimnazjum w Błażowej, uczęszczał do liceum w Kędzierzynie-Koźlu (matura w 1950). Następnie studiował matematykę na Uniwersytecie Jagiellońskim (magisterium w 1955), gdzie rozpoczął pracę jeszcze jako student w roku 1954. Tam też w 1960 roku obronił rozprawę doktorską Pewne zastosowania metody punktów ekstremalnych, której promotorem był Franciszek Leja, oraz habilitował się w roku 1962. W roku akademickim 1960/61 przebywał na Uniwersytecie Stanforda jako visiting scholar. W roku 1972 otrzymał tytuł profesora nadzwyczajnego, zaś w 1980 profesora zwyczajnego. Wypromował 18 doktorów; spośród których 11 uzyskało habilitację, w tym 8 tytuł naukowy profesora (dziewiąty jest profesorem w Szwecji).
Członek korespondent (1989) i członek rzeczywisty (1998) Polskiej Akademii Nauk, członek krajowy czynny Polskiej Akademii Umiejętności (1989), członek Królewskiego Towarzystwa Naukowego w Uppsali (1988), doktor honoris causa Uniwersytetu w Uppsali (2001). W latach 1977–1981 pełnił funkcję dyrektora Instytutu Matematyki UJ, zaś w latach 1996–2003 przewodniczącego Komitetu Matematyki Polskiej Akademii Nauk. Był też wieloletnim (1980–2005) redaktorem naczelnym czasopisma Annales Polonici Mathematici.
Od roku 1955 był członkiem Polskiego Towarzystwa Matematycznego. Pełnił tam kolejno funkcje prezesa oddziału krakowskiego (1971–1973), wiceprezesa PTM (1983–1985) oraz  członka Zarządu Głównego (1985–1991, 1995–1999 oraz 2001–2003). W roku 2009 został członkiem honorowym PTM.
Odznaczony Krzyżem Kawalerskim i Krzyżem Oficerskim Orderu Odrodzenia Polski oraz Medalem Komisji Edukacji Narodowej.
Pochowany na cmentarzu Rakowickim w Krakowie.

## Nagrody
- 1963 – Nagroda im. Stanisława Zaremby (PTM)
- 1970 – nagroda III Wydziału PAN
- 1976 – nagroda Sekretarza Naukowego PAN
- 2003 – Laur Jagielloński (UJ)
- 2004 – Medal im. Wacława Sierpińskiego (UW)
- 2005 – Medal im. Władysława Orlicza (UAM)
- 2007 – Nagroda Prezesa Rady Ministrów za wybitny dorobek naukowy
- 2011 – Medal „Plus ratio quam vis” Uniwersytetu Jagiellońskiego[4]